# 丁基橡胶

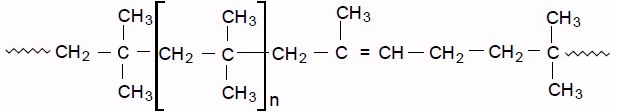
丁基橡胶的结构

丁基橡胶（英語：Butyl rubber，常用缩写是IIR ，代表Isobutylene Isoprene Rubber）是一种合成橡胶，是异丁烯和少量异戊二烯的共聚物，其中异戊二烯占0.6%到3%，根据异戊二烯的含量分成4-5个商品等级:255-256，丁基橡胶的结构如右图所示：
由于甲基分布在碳链两侧，使丁基橡胶具有优秀的抗气体透过性，通过加入异戊二烯的结构单元，改善了主链的柔顺性。

## 性质
丁基橡胶通常为无色或浅黄色，没有气味和味道，有时会因残留的单体有特殊味道。丁基橡胶具有良好的化学和热稳定性，具有特别优良的气密性和水密性。丁基橡胶对空气的透过率是天然橡胶的五分之一，丁苯橡胶的七分之一；对水蒸气的透过率是天然橡胶的二百分之一，丁苯橡胶的一百四十分之一。丁基橡胶的缺点是由于主要是异丁烯单元，主链上双键较少，硫化速度较慢，成本较高。

## 合成
由于两个甲基的推电子性，可以形成较稳定的碳正离子。产生的高分子链上的-CH2上的氢空间上受周围四个甲基的保护，不容易被夺去，减少了链转移、重排、支化等反应，最终可以得到高分子量的线性聚异丁烯，故丁基橡胶的合成是阳离子聚合的典型范例。丁基橡胶的合成一般在氯甲烷中反应，产生的丁基橡胶不溶于氯甲烷就会以细粉状沉析出来。

## 历史
1931年法本公司下属的巴斯夫开发出了聚丁烯，用商用名Oppanol B投入市场。1937年新泽西的标准石油的实验室的威廉·J·斯巴克斯和罗伯特·M·托马斯开发了丁基橡胶。1950到1960年代发展出了氯化丁基橡胶和溴化丁基橡胶等丁基橡胶的变种。常用方法是将丁基橡胶溶于烷烃或环烷烃中发生卤化反应，产生含氯1.1-1.3%的氯化丁基橡胶和含溴2%的溴化丁基橡胶。卤素的加入有助于提高丁基橡胶的交联速度，也有助于它和天然橡胶、丁苯橡胶的共硫化速度。今天全球主要的丁基橡胶都由两大公司生产，标准石油的后继者艾克森美孚,和拜耳的LANXESS,

## 应用

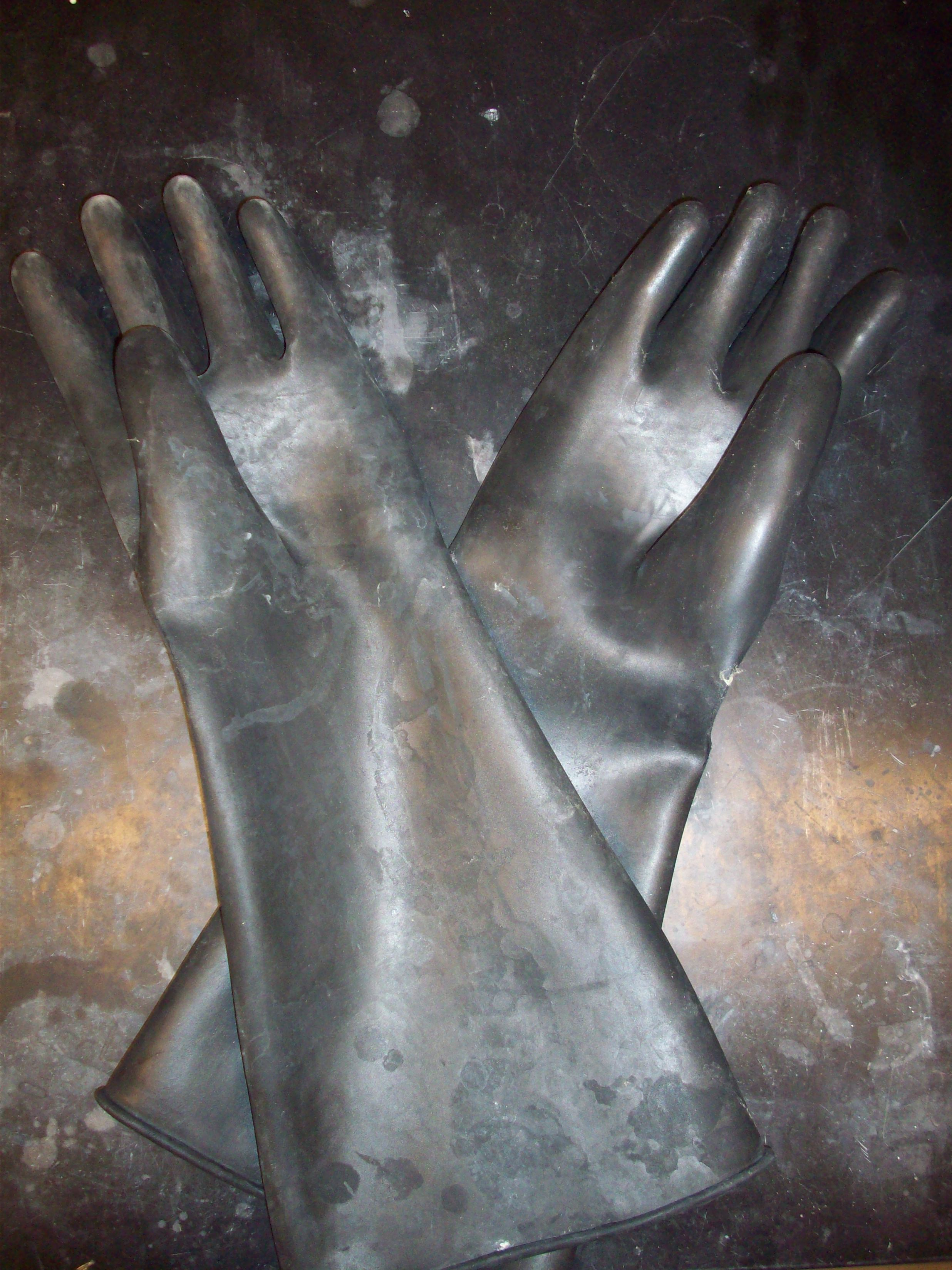
丁基橡胶所制成的手套，适合于处理化学药品等腐蚀性物质

### 运动器材
丁基橡胶被广泛用于各种球类的内胆，比如橄榄球，美式足球，足球、篮球网球等。

### 胶粘剂
丁基橡胶的密封剂被用于抗潮湿涂料，橡胶修复涂料。

### 面具和手套
丁基橡胶具有较高的机械强度、弹性和极好的气密和水密性，又抗化学腐蚀。即使丁基橡胶遇到氨气之类的气体被腐蚀，它受腐蚀的速率也比其他橡胶要慢，所以适合于要接触化学物品和污染物的面具和手套

### 药品封口塞
丁基橡胶和溴丁橡胶常用于生产药品玻璃瓶上封口的胶塞。

### 口香糖
很多现代的口香糖都是用食品级丁基橡胶制成，这可以提供高弹性，但是也难以清除

### 轮胎
丁基橡胶和氯化丁基橡胶可以用于轮胎的内胎。

### 建筑防水
在建筑防水领域，因丁基橡胶的环保优势以及极好的气密和水密性，以丁基橡胶为主要材料的防水材料（丁基防水胶带/卷材等）正逐步取代传统沥青防水材料